# Taskmaster (Portugal)
Taskmaster é um programa de entretenimento de humor português adaptado do panel show [en] original britânico de mesmo nome criado pelo comediante e músico Alex Horne. O programa é apresentado por Vasco Palmeirim (no papel de Taskmaster) e Nuno Markl (como assistente). Em cada episódio, um painel de cinco celebridades tenta completar uma série de desafios artísticos, físicos ou de lógica (as "tarefas"). Markl atua como árbitro e Palmeirim avalia a prestação dos participantes e atribui pontos com base no desempenho em cada uma das tarefas.
O programa estreou a 19 de março de 2022, com exibição semanal ao sábado na RTP1. Taskmaster tornou-se rapidamente um sucesso de audiências, o que motivou a sua contínua renovação para novas temporadas, reedição de episódios em formato "best of / melhores momentos", e produção de um episódio especial de fim de ano.

## Formato
A versão portuguesa de Taskmaster segue o mesmo formato da versão original, tal como pedido pela produção britânica. Neste formato, Vasco Palmeirim assume o papel de Greg Davies, enquanto anfitrião e Taskmaster, contando com ajuda de Nuno Markl enquanto seu braço direito, função originalmente desempenhada por Alex Horne. Ainda assim, a adaptação da RTP traz algumas particularidades. Ao contrário do original, em que cada temporada conta com um elenco fixo de cinco comediantes, a versão portuguesa apresenta um painel de quatro concorrentes fixos, a quem se junta um novo convidado por episódio. Para além disso, os produtores britânicos autorizaram a repetição do elenco fixo entre temporadas, o que nunca tinha acontecido em adaptações anteriores.
Neste formato, em conjunto ou individualmente, os participantes terão de enfrentar jogos que testam a destreza física e criatividade idealizados pelos anfitriões do programa. Estes desafios exigem lógica e engenho, com Markl a servir de árbitro, entregando as tarefas aos participantes (tipicamente uma folha dobrada em três, lacrada a cera com a inscrição "TM"), e também auxiliando os participantes se necessário e permitido pelas instruções. Enquanto Taskmaster, Palmeirim julga a performance de cada painelista, pontuando cada uma, geralmente de um a cinco pontos. O objetivo do programa passa por cada concorrente conseguir o melhor desempenho nas tarefas de modo a acumular o máximo de pontos. No final, é realizada uma tarefa no estúdio. Após contabilização dos pontos, a participação vencedora do episódio será premiada com um conjunto de itens com valor emocional ou simbólico, entregues por cada concorrente no início do episódio, antes de serem avaliados os desempenhos nas tarefas que lhes foram propostas. No episódio final de cada temporada, o participante do elenco fixo com mais pontos ganha um troféu (um busto dourado com a feição de Palmeirim).

## Produção

### Franchise
O conceito do programa foi criado por Alex Horne para o Festival Fringe de Edimburgo em 2010. Mais tarde, Horne conseguiu um acordo com o canal Dave para adaptar o espetáculo para a televisão, tendo o primeiro episódio estreado a 28 de julho de 2015. O formato foi adaptado em inúmeros países, como na Bélgica, Croácia, Dinamarca, Espanha, Estados Unidos da América, Finlândia, Noruega, Nova Zelândia, e Suécia. Depois da adaptação portuguesa, outras versões internacionais do programa estrearam na Austrália e Canadá. 

### Adaptação portuguesa
Em setembro de 2021, foi anunciado que Vasco Palmeirim e Nuno Markl se iriam juntar para a adaptação do programa de comédia na RTP1. As gravações ao vivo da primeira temporada decorreram a partir de outubro do mesmo ano. Todos os textos produzidos no formato são da autoria de Vasco Palmeirim e Nuno Markl. Nas palavras de Palmeirim: “Chegámos a gravar dois programas por dia e, entre o primeiro e o segundo, estávamos a despir a roupa e já estávamos ao computador, a escrever textos para o segundo”.

### Continuidade
Taskmaster foi oficialmente renovado para uma segunda temporada em setembro de 2022, altura em que as gravações já haviam iniciado com o mesmo painel fixo de concorrentes da primeira temporada: o cantor Toy, as atrizes Inês Aires Pereira e Jessica Athayde e o humorista Gilmário Vemba. Com a renovação, foi também anunciado que o público poderia inscrever-se para assistir às gravações do programa ao vivo.
Ainda antes da estreia da segunda temporada, em março de 2023, Nuno Markl e Vasco Palmeirim confirmaram uma terceira temporada com um novo painel de concorrentes. Em maio do mesmo ano, foi anunciado que o novo painel de concorrentes seria composto por Madalena Abecasis, Gabriela Barros, Cândido Costa e Wandson Lisboa.
A 3 de novembro de 2023, a RTP renovou oficialmente Taskmaster para mais uma temporada, com um elenco fixo composto por três repetentes (Cândido Costa, Madalena Abecasis e Toy) e uma estreante (a cantora Carolina Deslandes).
O programa foi renovado para uma quinta temporada em setembro de 2024, com um novo elenco fixo. As gravações terminaram na terça-feira, 19 de novembro de 2024.
Enquanto a quinta temporada se encontrava ainda em exibição, no final de abril de 2025, a RTP anunciou a renovação de Taskmaster para a sua sexta temporada. As gravações começaram no mês seguinte com um elenco fixo composto por dois vencedores passados (Gabriela Barros e Cândido Costa) e dois atores que haviam sido convidados especiais em temporadas anteriores (Madalena Almeida e Rui Melo). A produção dos dez episódios da temporada terminou a 2 de julho de 2025.

## Elenco
| Participante       | Ordem no estúdio | Ordem no estúdio | Ordem no estúdio | Ordem no estúdio | Ordem no estúdio | Ordem no estúdio | Ordem no estúdio |
| Participante       | 1                | 2                | 3                | 4                | E                | 5                | 6                |
| ------------------ | ---------------- | ---------------- | ---------------- | ---------------- | ---------------- | ---------------- | ---------------- |
| Inês Aires Pereira | 1                | 1                |                  |                  | 4                |                  |                  |
| Gilmário Vemba     | 2                | 2                |                  |                  | 1                | 2                |                  |
| Jessica Athayde    | 3                | 3                |                  |                  |                  |                  |                  |
| Toy                | 4                | 4                |                  | 1                | 5                |                  |                  |
| Cândido Costa      |                  | 5                | 2                | 4                | 3                |                  | ASA              |
| Gabriela Barros    |                  | 5                | 3                |                  |                  | 3                | ASA              |
| Rui Melo           |                  | 5                |                  |                  |                  |                  | ASA              |
| Madalena Abecasis  |                  |                  | 1                | 2                | 2                |                  |                  |
| Wandson Lisboa     |                  |                  | 4                |                  |                  |                  |                  |
| Madalena Almeida   |                  |                  | 5                |                  |                  |                  | ASA              |
| Carolina Deslandes |                  |                  |                  | 3                |                  |                  |                  |
| Ana Garcia Martins |                  |                  |                  |                  |                  | 1                |                  |
| Pedro Alves        |                  |                  |                  |                  |                  | 4                |                  |

## Episódios

### Visão geral
| Temporada | Temporada | Episódios | Transmissão original   | Transmissão original   | Audiência (Rating) |
| Temporada | Temporada | Episódios | Estreia                | Final                  | Audiência (Rating) |
| --------- | --------- | --------- | ---------------------- | ---------------------- | ------------------ |
|           | 1         | 8         | 19 de março de 2022    | 7 de maio de 2022      | 6.1%               |
|           | 2         | 8         | 18 de março de 2023    | 6 de maio de 2023      | 6.3%               |
|           | 3         | 8         | 23 de setembro de 2023 | 11 de novembro de 2023 | 5.2%               |
|           | 4         | 8         | 16 de março de 2024    | 4 de maio de 2024      | 6.1%               |
|           | E         | 1         | 31 de dezembro de 2024 | 31 de dezembro de 2024 | 6.1%               |
|           | 5         | 10        | 22 de março de 2025    | 31 de maio de 2025     | 6.3%               |
|           | 6         | 10        | setembro de 2025       | ASA                    | ASD                |

### Primeira temporada (2022)
| N.º na série | N.º na temp. | Título                           | Convidado          | Vencedor           | Transmissão original | Audiência (Rating) | Ref.   |
| ------------ | ------------ | -------------------------------- | ------------------ | ------------------ | -------------------- | ------------------ | ------ |
| 1            | 1            | Cajado mas solteiro.             | Fernando Mendes    | Toy                | 19 de março de 2022  | 4.8%               | [ 48 ] |
| 2            | 2            | Simetria é fundamental.          | António Zambujo    | Inês Aires Pereira | 26 de março de 2022  | 6.0%               | [ 51 ] |
| 3            | 3            | Tinha tantos sonhos...           | Rita Salema        | Gilmário Vemba     | 2 de abril de 2022   | 7.0%               | [ 53 ] |
| 4            | 4            | Na vida, nem tudo é força.       | Pedro Tochas       | Inês Aires Pereira | 9 de abril de 2022   | 6.3%               | [ 55 ] |
| 5            | 5            | Uma espécie de ovo de Colombo    | Manuel Marques     | Inês Aires Pereira | 16 de abril de 2022  | 5.3%               | [ 58 ] |
| 6            | 6            | Simplificar ao máximo            | Carla Andrino      | Toy                | 23 de abril de 2022  | 6.0%               | [ 60 ] |
| 7            | 7            | Mãozinhas de ouro                | Jorge Mourato      | Inês Aires Pereira | 30 de abril de 2022  | 6.0%               | [ 62 ] |
| 8            | 8            | E viveram felizes para sempre... | Inês Castel-Branco | Jessica Athayde    | 7 de maio de 2022    | 7.3%               | [ 64 ] |
|              |              |                                  |                    |                    |                      |                    |        |

### Segunda temporada (2023)
| N.º na série | N.º na temp. | Título                                       | Convidado               | Vencedor           | Transmissão original | Audiência (Rating) | Ref.   |
| ------------ | ------------ | -------------------------------------------- | ----------------------- | ------------------ | -------------------- | ------------------ | ------ |
| 9            | 1            | Viste o arco-íris?                           | Cândido Costa           | Toy                | 18 de março de 2023  | 6.0%               | [ 66 ] |
| 10           | 2            | Somos todos passageiros.                     | Gabriela Barros         | Gabriela Barros    | 25 de março de 2023  | 6.2%               | [ 68 ] |
| 11           | 3            | A feira de Carcavelos.                       | Rui Melo                | Rui Melo           | 1 de abril de 2023   | 5.6%               | [ 70 ] |
| 12           | 4            | Ligados para sempre.                         | Marisa Liz              | Gilmário Vemba     | 8 de abril de 2023   | 6.1%               | [ 72 ] |
| 13           | 5            | Isto é passar um bocadinho o limite. Ou não? | Salvador Martinha       | Inês Aires Pereira | 15 de abril de 2023  | 6.8%               | [ 74 ] |
| 14           | 6            | Para quê envolver pitágoras?                 | Tânia Ribas de Oliveira | Toy                | 22 de abril de 2023  | 6.5%               | [ 77 ] |
| 15           | 7            | Olhos de lince.                              | Diogo Valsassina        | Jessica Athayde    | 29 de abril de 2023  | 6.7%               | [ 80 ] |
| 16           | 8            | Com mais genica, esse pi.                    | Teresa Guilherme        | Inês Aires Pereira | 6 de maio de 2023    | 6.1%               | [ 83 ] |
|              |              |                                              |                         |                    |                      |                    |        |

### Terceira temporada (2023)
| N.º na série | N.º na temp. | Título                                 | Convidado            | Vencedor          | Transmissão original   | Audiência (Rating) | Ref.    |
| ------------ | ------------ | -------------------------------------- | -------------------- | ----------------- | ---------------------- | ------------------ | ------- |
| 17           | 1            | Toneladas de veemência.                | António Raminhos     | Cândido Costa     | 23 de setembro de 2023 | 5.1%               | [ 86 ]  |
| 18           | 2            | Pensem como um funil.                  | Gisela João          | Madalena Abecasis | 30 de setembro de 2023 | 4.9%               | [ 89 ]  |
| 19           | 3            | Uma carreira inteira à procura daquilo | Joaquim Nicolau      | Madalena Abecasis | 7 de outubro de 2023   | 4.7%               | [ 91 ]  |
| 20           | 4            | O silêncio é assustador                | Madalena Almeida     | Cândido Costa     | 14 de outubro de 2023  | 4.5%               | [ 94 ]  |
| 21           | 5            | São estes.                             | Patrícia Tavares     | Wandson Lisboa    | 21 de outubro de 2023  | 4.0%               | [ 96 ]  |
| 22           | 6            | Pensam que é fácil ser Judas           | Aurea                | Aurea             | 28 de outubro de 2023  | 6.0%               | [ 99 ]  |
| 23           | 7            | Foi daqui que pediram um milagre.      | Carlos Daniel        | Gabriela Barros   | 4 de novembro de 2023  | 6.3%               | [ 101 ] |
| 24           | 8            | Tudo menos panquecas                   | João Paulo Rodrigues | Cândido Costa     | 11 de novembro de 2023 | 5.7%               | [ 103 ] |
|              |              |                                        |                      |                   |                        |                    |         |

### Quarta temporada (2024)
| N.º na série | N.º na temp. | Título                                       | Convidado                | Vencedor          | Transmissão original | Audiência (Rating) | Ref.    |
| ------------ | ------------ | -------------------------------------------- | ------------------------ | ----------------- | -------------------- | ------------------ | ------- |
| 25           | 1            | Protege a tua joaninha                       | Catarina Furtado         | Cândido Costa     | 16 de março de 2024  | 4.8%               | [ 106 ] |
| 26           | 2            | Almofadas em todo o lado                     | Pedro Fernandes          | Pedro Fernandes   | 23 de março de 2024  | 5.7%               | [ 109 ] |
| 27           | 3            | Por uma gota se ganha, por uma gota se perde | Beatriz Godinho          | Cândido Costa     | 30 de março de 2024  | 5.8%               | [ 112 ] |
| 28           | 4            | Os cotovelos dos dedos                       | Isabel Silva             | Toy               | 6 de abril de 2024   | 6.0%               | [ 115 ] |
| 29           | 5            | A corcunda pariu um Toy                      | Nelson Évora             | Madalena Abecasis | 13 de abril de 2024  | 7.0%               | [ 118 ] |
| 30           | 6            | Um misto de psicólogo com tortura            | Rita Marrafa de Carvalho | Toy               | 20 de abril de 2024  | 6.5%               | [ 121 ] |
| 31           | 7            | Há meios que se justificam pelos fins        | Helena Caldeira          | Helena Caldeira   | 27 de abril de 2024  | 6.6%               | [ 124 ] |
| 32           | 8            | Há vida cá dentro                            | José Condessa            | José Condessa     | 4 de maio de 2024    | 6.1%               | [ 127 ] |
|              |              |                                              |                          |                   |                      |                    |         |

### Especial de Fim de Ano (2024)
| N.º na série | N.º na temp. | Título                        | Convidado                                                | Vencedor           | Transmissão original   | Audiência (Rating) | Ref.    |
| ------------ | ------------ | ----------------------------- | -------------------------------------------------------- | ------------------ | ---------------------- | ------------------ | ------- |
| 33           | 1            | Um tarolo em cima de um barco | Sara Correia, Nuno Ribeiro, Toka e Dança, e Buba Espinho | Inês Aires Pereira | 31 de dezembro de 2024 | 6.1%               | [ 129 ] |
|              |              |                               |                                                          |                    |                        |                    |         |

### Quinta temporada (2025)
| N.º na série | N.º na temp. | Título                          | Convidado            | Vencedor           | Transmissão original | Audiência (Rating) | Ref.    |
| ------------ | ------------ | ------------------------------- | -------------------- | ------------------ | -------------------- | ------------------ | ------- |
| 34           | 1            | Isto é um milagre!              | Isabela Valadeiro    | Gabriela Barros    | 22 de março de 2025  | 6.7%               | [ 131 ] |
| 35           | 2            | A velocidade é nula.            | Fernando Daniel      | Ana Garcia Martins | 29 de março de 2025  | 6.3%               | [ 134 ] |
| 36           | 3            | Um pijaminha de soluções.       | Mafalda Creative     | Gilmário Vemba     | 5 de abril de 2025   | 7.7%               | [ 137 ] |
| 37           | 4            | Isto não se faz ao faraó.       | Lourenço Ortigão     | Pedro Alves        | 12 de abril de 2025  | 6.0%               | [ 140 ] |
| 38           | 5            | Um triângulo com um rabinho.    | Ukra                 | Gilmário Vemba     | 19 de abril de 2025  | 6.0%               | [ 142 ] |
| 39           | 6            | Um caldo verde de letras.       | Inês Lopes Gonçalves | Gabriela Barros    | 26 de abril de 2025  | 6.4%               | [ 144 ] |
| 40           | 7            | O efeito minhoca.               | Hugo Van Der Ding    | Gabriela Barros    | 3 de maio de 2025    | 6.1%               | [ 146 ] |
| 41           | 8            | Um pato másculo.                | Sílvia Alberto       | Pedro Alves        | 10 de maio de 2025   | 5.8%               | [ 148 ] |
| 42           | 9            | Um dálmata com óculos.          | Eduardo Madeira      | Ana Garcia Martins | 24 de maio de 2025   | 5.9%               | [ 150 ] |
| 43           | 10           | Um caleidoscópio vezes milhões. | Margarida Corceiro   | Ana Garcia Martins | 31 de maio de 2025   | 6.1%               | [ 153 ] |
|              |              |                                 |                      |                    |                      |                    |         |